# Lironobidae
Lironobidae is een familie van weekdieren uit de klasse van de Gastropoda (slakken).

## Geslachten
- Attenuata Hedley, 1918
- Lironoba Iredale, 1915
- Merelina Iredale, 1915